# Frank Virtue
Frank Virtue (Philadelphia, 21 januari 1927 – 1987) was een Amerikaans gitarist.

## Levensloop
Zijn familie was oorspronkelijk van La Bruzzi in Italië. Bij aankomst in de Verenigde Statenveranderden ze hun familienaam naar 'Virtue'. 
Frank groeide op met de muziek van de jaren 30 en 40 zoals Benny Goodman, Artie Shaw, Harry James, Duke Ellington en Woody Herman. Hij begon met vioollessen, maar koos op 15-jarige leeftijd voor een ander instrument: de gitaar. 
Hij leerde klassiek gitaarspelen van Mr. Torrelli, een lid van het Philadelphia Orchestra. 
Frank studeerde aan 'Thomas Jr. High', 'Southern School for Boys', en 'Temple Univerisity'. 
Toen hij gedurende de Tweede Wereldoorlog bij de marine belandde, maakte hij deel uit van de Regular Navy Dance Band in Bainbridge (MD), waarvan hij later ook de leider werd. In het leger kwam hij ook Arthur Smith tegen, een countrygitarist die zo'n zes jaar ouder was. Toen zijn vader aan kanker geopereerd werd, moest Virtue de dienst verlaten omdat hij de enige kostwinner in het gezin was. 
Het economisch klimaat en zijn omstandigheden zorgde ervoor dat het een tijdje rustig bleef. Ook verloren de grote bigbands als gevolg van de slechte economie hun bestaansrecht.
In de naoorlogse periode startte hij het Virtuoso Trio met zichzelf op bas en gitaar, Ralph Frederico op piano, en Steve Rossi op gitaar. 
Midden jaren 50 hadden ze een redelijk bestaan opgebouwd met vaste optredens rond Philadelphia en het gebied ten noorden van deze stad, tot zelfs aan Canada, en ze genoten algemene bekendheid op radio en tv. Ook speelden ze soms als back-upband voor zangers als Patti Page, Rosemary Clooney, Dick Haymes en June Christy, en werkten met artiesten uit de jazzscene zoals Charlie Ventura. 
Ondertussen vond er een rock-'n-rollrevolutie plaats met zijn oorsprong in Philadelphia, door Bill Haley & His Comets waar ook Virtue zijn voordeel mee deed. 
In 1958 namen ze een new arrangement van Arthur Smiths "Guitar Boogie," op met de titel "Guitar Boogie Shuffle," waarbij ze nieuwe accenten gebruikten en het country- en westernimago van de boogiewoogie meer naar rock-'n-roll ombogen. Met Virtue op de leadgitaar, een Gibson L5, werd "Guitar Boogie Shuffle" een van de bekendste instrumentaaltjes van dat tijdperk. Als bladmuziek verkocht het nummer heel goed en vrijwel alle grote gitaristen hebben het gespeeld, of iets soortgelijks gemaakt. 
De single verscheen op het Hunt label H-324 en was de eerste onder de nieuwe naam The Virtues. Hoewel het een nummer vijf hit werd, werden de Virtues er niet echt rijk van. Het trio werd uitgebreid met twee bandleden.
Er waren een aantal overeenkomsten met Bill Haley's Comets, te weten; vijf blanke mannen die ouder waren dan de gemiddelde rock-'n-rollband uit die periode, en behoorlijk informeel en met veel lachen hun muziek speelden. Toen Frank Virtue zich in 1962 volledig toelegde op het produceren in zijn Virtue Recording Studios, werden The Virtues ontbonden. Daar had hij succes met
- "Yes, I'm Ready", Barbara Mason,
- "Boogaloo Down Broadway", The Fantastic Johnny C,
- "The Horse", Cliff Nobles & Co.
- "Hey There, Lonely Girl", Eddie Holman.

Frank was de opnameleider bij deze hits. Later waren Kenny Gamble en Leon Huff de belangrijkste producers bij Virtues studio.